# Grand Prix San Marina 1995
Grand Prix San Marina 1995 (XV Gran Premio Warsteiner di San Marino), 3. závod 46. ročníku mistrovství světa jezdců Formule 1 a 37. ročníku poháru konstruktérů, historicky již 567. grand prix, se již tradičně odehrála na okruhu Autodromo Enzo e Dino Ferrari.

## Výsledky

### Kvalifikace
| Pořadí | Číslo | Jezdec                 | Konstruktér        | 1. část  | 2. část  | Odstup |
| ------ | ----- | ---------------------- | ------------------ | -------- | -------- | ------ |
| 1      | 1     | Michael Schumacher     | Benetton-Renault   | 1:27.274 | 1:27.413 |        |
| 2      | 28    | Gerhard Berger         | Ferrari            | 1:27.282 | 1:38.801 | +0.008 |
| 3      | 6     | David Coulthard        | Williams-Renault   | 1:27.459 | 1:27.600 | +0.185 |
| 4      | 5     | Damon Hill             | Williams-Renault   | 1:27.537 | 1:27.512 | +0.238 |
| 5      | 27    | Jean Alesi             | Ferrari            | 1:27.813 | 1:28.431 | +0.539 |
| 6      | 8     | Mika Häkkinen          | McLaren-Mercedes   | 1:28.343 | bez času | +1.069 |
| 7      | 15    | Eddie Irvine           | Jordan-Peugeot     | 1:28.516 | 1:41.247 | +1.242 |
| 8      | 2     | Johnny Herbert         | Benetton-Renault   | 1:29.403 | 1:29.350 | +2.076 |
| 9      | 7     | Nigel Mansell          | McLaren-Mercedes   | 1:29.517 | 1:29.966 | +2.243 |
| 10     | 14    | Rubens Barrichello     | Jordan-Peugeot     | 1:29.580 | 1:29.551 | +2.277 |
| 11     | 9     | Gianni Morbidelli      | Footwork-Hart      | 1:29.582 | 1:31.147 | +2.308 |
| 12     | 26    | Olivier Panis          | Ligier-Mugen-Honda | 1:30.801 | 1:30.760 | +3.486 |
| 13     | 4     | Mika Salo              | Tyrrell-Yamaha     | 1:31.221 | 1:31.035 | +3.761 |
| 14     | 30    | Heinz-Harald Frentzen  | Sauber-Ford        | 1:31.358 | 1:31.423 | +4.084 |
| 15     | 3     | Ukjó Katajama          | Tyrrell-Yamaha     | 1:31.630 | 1:31.736 | +4.356 |
| 16     | 25    | Aguri Suzuki           | Ligier-Mugen-Honda | 1:32.297 | 1:31.913 | +4.639 |
| 17     | 12    | Jos Verstappen         | Simtek-Ford        | 1:32.156 | 1:32.425 | +4.882 |
| 18     | 23    | Pierluigi Martini      | Minardi-Ford       | 1:32.445 | 1:33.832 | +5.171 |
| 19     | 10    | Taki Inoue             | Footwork-Hart      | 1:32.988 | 1:32.710 | +5.436 |
| 20     | 24    | Luca Badoer            | Minardi-Ford       | 1:33.071 | 1:33.430 | +5.797 |
| 21     | 29    | Karl Wendlinger        | Sauber-Ford        | 1:33.494 | 1:33.554 | +6.220 |
| 22     | 16    | Bertrand Gachot        | Pacific-Ford       | 1:33.892 | 1:35.253 | +6.618 |
| 23     | 11    | Domenico Schiattarella | Simtek-Ford        | 1:33.965 | 1:34.064 | +6.691 |
| 24     | 17    | Andrea Montermini      | Pacific-Ford       | 1:35.169 | 1:35.282 | +7.895 |
| 25     | 22    | Roberto Moreno         | Forti-Ford         | 1:37.612 | 1:36.065 | +8.791 |
| 26     | 21    | Pedro Diniz            | Forti-Ford         | 1:36.686 | 1:36.624 | +9.350 |

### Závod
| Pořadí | Číslo | Jezdec                 | Konstruktér        | Kola | Čas/odstoupení | Start | Body |
| ------ | ----- | ---------------------- | ------------------ | ---- | -------------- | ----- | ---- |
| 1      | 5     | Damon Hill             | Williams-Renault   | 63   | 1:41:42.522    | 4     | 10   |
| 2      | 27    | Jean Alesi             | Ferrari            | 63   | +18.510        | 5     | 6    |
| 3      | 28    | Gerhard Berger         | Ferrari            | 63   | +43.116        | 2     | 4    |
| 4      | 6     | David Coulthard        | Williams-Renault   | 63   | +51.890        | 3     | 3    |
| 5      | 8     | Mika Häkkinen          | McLaren-Mercedes   | 62   | +1 kolo        | 6     | 2    |
| 6      | 30    | Heinz-Harald Frentzen  | Sauber-Ford        | 62   | +1 kolo        | 14    | 1    |
| 7      | 2     | Johnny Herbert         | Benetton-Renault   | 61   | +2 kola        | 8     |      |
| 8      | 15    | Eddie Irvine           | Jordan-Peugeot     | 61   | +2 kola        | 7     |      |
| 9      | 26    | Olivier Panis          | Ligier-Mugen-Honda | 61   | +2 kola        | 12    |      |
| 10     | 7     | Nigel Mansell          | McLaren-Mercedes   | 61   | +2 kola        | 9     |      |
| 11     | 25    | Aguri Suzuki           | Ligier-Mugen-Honda | 60   | +3 kola        | 16    |      |
| 12     | 23    | Pierluigi Martini      | Minardi-Ford       | 59   | +4 kola        | 18    |      |
| 13     | 9     | Gianni Morbidelli      | Footwork-Hart      | 59   | +4 kola        | 11    |      |
| 14     | 24    | Luca Badoer            | Minardi-Ford       | 59   | +4 kola        | 20    |      |
| 15     | 21    | Pedro Diniz            | Forti-Ford         | 56   | +7 kol         | 26    |      |
| 16     | 22    | Roberto Moreno         | Forti-Ford         | 56   | +7 kol         | 25    |      |
| Ret    | 29    | Karl Wendlinger        | Sauber-Ford        | 43   | Řízení         | 21    |      |
| Ret    | 16    | Bertrand Gachot        | Pacific-Ford       | 36   | Převodovka     | 22    |      |
| Ret    | 11    | Domenico Schiattarella | Simtek-Ford        | 35   | Zavěšení       | 23    |      |
| Ret    | 14    | Rubens Barrichello     | Jordan-Peugeot     | 31   | Převody        | 10    |      |
| Ret    | 3     | Ukjó Katajama          | Tyrrell-Yamaha     | 23   | Vyjetí z trati | 15    |      |
| Ret    | 4     | Mika Salo              | Tyrrell-Yamaha     | 19   | Motor          | 13    |      |
| Ret    | 17    | Andrea Montermini      | Pacific-Ford       | 15   | Převodovka     | 24    |      |
| Ret    | 12    | Jos Verstappen         | Simtek-Ford        | 14   | Převodovka     | 17    |      |
| Ret    | 10    | Taki Inoue             | Footwork-Hart      | 12   | Vyjetí z trati | 19    |      |
| Ret    | 1     | Michael Schumacher     | Benetton-Renault   | 10   | Nehoda         | 1     |      |

## Průběžné pořadí šampionátu
Pohár jezdců
| Pořadí | Jezdec             | Body |
| ------ | ------------------ | ---- |
| 1      | Damon Hill         | 20   |
| 2      | Michael Schumacher | 14   |
| 3      | Jean Alesi         | 14   |
| 4      | David Coulthard    | 9    |
| 5      | Gerhard Berger     | 9    |

Pohár konstruktérů
| Pořadí | Konstruktér      | Body |
| ------ | ---------------- | ---- |
| 1      | Williams-Renault | 23   |
| 2      | Ferrari          | 23   |
| 3      | Benetton-Renault | 7    |
| 4      | McLaren-Mercedes | 6    |
| 5      | Sauber-Ford      | 3    |